# Emili Caula i Quintanas
Emili Caula y Quintanas (Gerona, 1921 - ibídem, 2010) fue un alcalde, guardameta y entrenador de hockey sobre patines español.

## Biografía
Jugó con el Girona HC y el GEiEG. Con el Girona ganó dos Campeonatos de Cataluña (1941, 1942) y con el GEiEG fue subcampeón de España (1947). Después de retirarse fue entrenador del GEiEG y posteriormente presidente (1966-1974).
Empresario del sector alimentario y de la construcción. En el caso de las empresas de servicios públicos, la mayoría de las empresas que se dedican a la venta de bienes y servicios, (1966-1974) del Grupo Excursionista y Deportivo Gironí y, también la vicepresidencia desde su fundación (1986) de la Asociación Gironina de Prevención de las Enfermedades del Corazón - GICOR.
Fue alcalde de San Gregorio entre 1962 y 1975. Vicepresidente del Ayuntamiento y portavoz del Grupo Municipal de AP del Ayuntamiento de Gerona entre 1983 y 1987.

## Reconocimientos y homenajes
- Medallas del Presidente Maciá (2001)
- Alcalde de Sant Gregori, (28 de junio de 1962 a 14 de noviembre de 1975)